# Erodium aethiopicum
Erodium aethiopicum är en näveväxtart. Erodium aethiopicum ingår i släktet skatnävor, och familjen näveväxter.

## Underarter
Arten delas in i följande underarter:
- E. a. aethiopicum
- E. a. pilosum